# ミッキーのオーケストラ
『ミッキーのオーケストラ』（原題：Symphony Hour）は、ウォルト・ディズニー・プロダクション（現：ウォルト・ディズニー・カンパニー）が制作したアニメーション短編映画作品。公開は1942年3月20日。
ミッキーマウスの短編映画シリーズの一作品である。同シリーズは第二次世界大戦の激化により制作が一時停止され、本作から次作の『ミッキーのダンスパーティ』まで約5年間のブランクが発生している。

## あらすじ
指揮者ミッキー率いるオーケストラ楽団はラジオオーケストラのオーディションを受けていた。曲目は『軽騎兵序曲』。打楽器担当のドナルド、ヴァイオリン担当のクララベル、チェロ担当のクララ、ファゴット担当のグーフィーらが演奏するオーケストラは優雅そのもの。プロデューサーのマカロニ氏（ピート）は感激し、ミッキー達を褒め称えて今夜の演奏は歴史に残ると確信する。
ところが、本番直前になって世界的名声が目前のミッキー楽団にとんでもない事件が発生する。舞台へ楽器を運んでいたグーフィーがエレベーターに乗り損なって落下、降りてきたエレベーターによって楽器が全て潰れてしまったのだ。壊れた楽器をどうすることもできないままラジオの放送は始まってしまった。
大成功をすでに確信しているマカロニ氏はいたってのん気。ところが、いざ演奏が始まりスピーカーから聞こえてきたのはオーディションの時の優雅さなど微塵もない珍妙な音。ミッキー達はやむなく壊れた楽器を使ってオーケストラを演奏し始めていたのだ。演奏中にもどんどん楽器は壊れ、スポンサーブースからのマカロニ氏の怒りの表情に冷や汗をたらすミッキー。あまりの状況にドナルドは職探しを始め、ホーレスは大笑い。ミッキーはなんとか演奏をまとめようと指揮を執り続けるも、もはやオーケストラはめちゃくちゃだった。
演奏が終わり、自分のプロデューサー生命もこれで終わりだと嘆くマカロニ氏。しかし客席から聞こえてきたのはブーイングなどではなく大声援。ミッキーたちの必死の演奏が客に認められたのだ。マカロニ氏は大喜びし、全力を出し尽くしヘナヘナ状態のミッキーを抱きかかえ、客の声援に応えるのだった。

## スタッフ
- 製作総指揮：ウォルト・ディズニー
- 製作：ジョン・サザーランド
- 作画：ジャック・キャンベル、レス・クラーク、ジョージ・デ・ビーソン、ジョン・エリオット、エド・ラブ、ジム・ムーア、ケネス・ミューズ、ライリー・トムソン、バーナード・ウルフ（英語版）、マーヴィン・ウッドワード
- 美術：ハロルド・マイルズ
- 特殊効果：ジャック・マニング、エド・パークス 他
- 監督：ライリー・トムソン

## キャスト
| キャラクター                     | 原語版               | ポニー・ バンダイ版 | BVHE旧版 | BVHE新版 |
| -------------------------------- | -------------------- | ------------------- | -------- | -------- |
| ミッキーマウス                   | ウォルト・ディズニー | 後藤真寿美          | 納谷六朗 | 青柳隆志 |
| グーフィー                       | ピント・コルヴィッグ | 小山武宏            | 島香裕   | 島香裕   |
| ラジオ・アナウンサー             | ジョン・マクリーシュ | ?                   | 大平透   | ?        |
| エレベーター                     | ダニー・ウェッブ     | ?                   | 石丸博也 | ?        |
| シルベスター・マカロニ（ピート） | ビリー・ブレッチャー | 内田稔              | 大平透   | 大平透   |
| ナレーション                     | -                    | 土井美加            | -        | -        |

## 映像ソフト化
- 『ミッキー・マウス!! ミッキー・マウスの楽しいショー』（VHS、ポニー）
- 『ディズニー・アニメ ゴールド・シリーズ  ミッキーマウス』（VHS、ポニー）
- 『ミッキー&オールスターズ  マジカルセレクション』（VHS、ブエナ・ビスタ・ホーム・エンターテイメント）
- 『夢と魔法の宝石箱 ミッキーとごきげんチーム』（VHS、DHVジャパン）
- 『ミッキーマウス／カラー・エピソード Vol.2 限定保存版』（DVD、ウォルト・ディズニー・スタジオ・ホーム・エンターテイメント）